# Blastobasis cineracella
Blastobasis cineracella é uma espécie de mariposa do gênero Blastobasis pertencente à família Coleophoridae.